# Gerard Donck

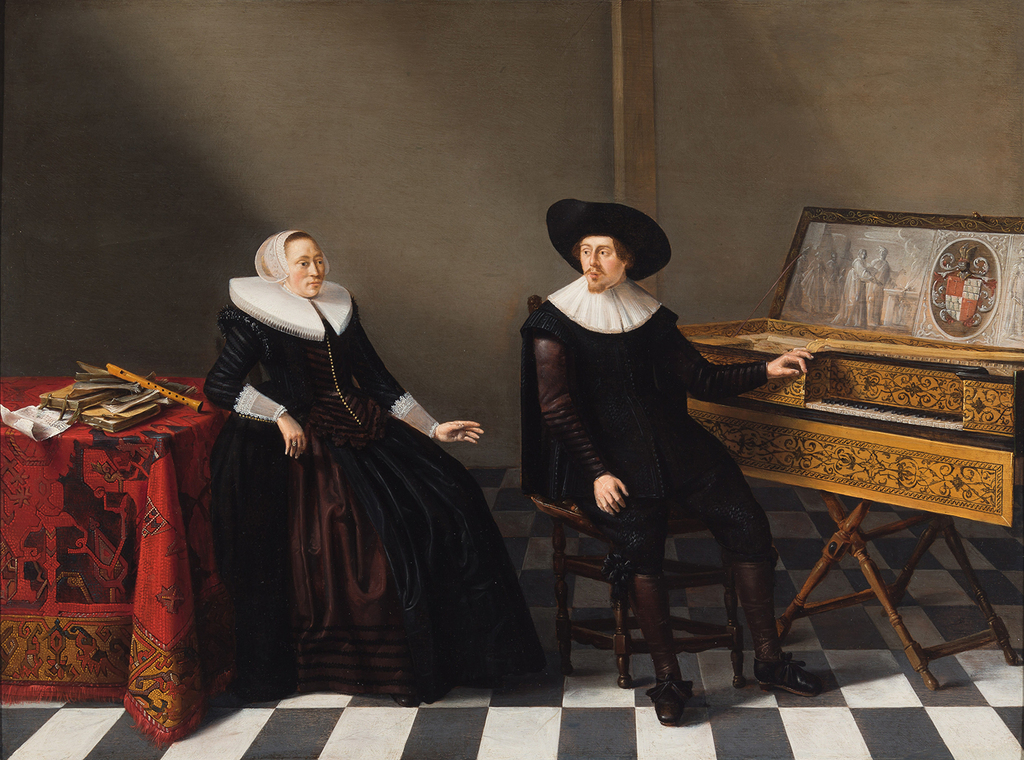
Portrait de Nicolaes Jansz. Lossy (c.1604-1664), organiste de l'église Nieuwe Kerk à Amsterdam, et son épouse Marritgen Pieters, Gerard Donck

Gerard Donck (avant 1610 - après 1640) est un peintre néerlandais du siècle d'or.

## Biographie
La date et le lieu de naissance de Gerard Donck ne sont pas connus, toutefois on suppose qu'il est né avant 1610. 
Il est actif à Amsterdam de 1627 à 1640. Il se spécialise dans la peinture de portraits et de scènes de genre.
Il meurt après 1640.

## Œuvres
- Portrait de Jan van Hensbeeck, son épouse et un enfant[2], The National Gallery, Londres
- Le maire Cornelis Damasz. van der Gracht et son épouse, Jopken Jacobs, dans un paysage[3], National Gallery of Denmark, Copenhague